# Ernst Hamann
Ernst Hamann (* 2. September 1862 in Dammerow; † 2. Juni 1952 in Rerik) war ein deutscher Pädagoge und Heimatdichter.

## Leben
Ernst Hamann wurde geboren als jüngerer Sohn des Gutspächters Ludwig Hamann (* 1823) und dessen Frau Henriette (1832–1873), einer Tochter des durch Fritz Reuter bekannten Försters Wilhelm Schlange (1798–1882) aus Jabel. Er verbrachte einige Jugend- und Schuljahre in Waren. Seit 1872 besuchte er das dortige Gymnasium und schloss es Michaelis 1883 mit dem Abitur ab. Nach der Schule studierte er Sprachen und deutsche Philologie an den Universitäten in Berlin, München, Rostock, Zürich und Lausanne. Das Staatsexamen und Dissertation machte er an der Universität Rostock. 
1889 erhielt Hamann kurzzeitig eine Professur in Rostock. Danach unterrichtete er als Gymnasiallehrer in Malchin, Neubrandenburg und von 1893 bis 1913 am Gymnasium Fridericianum Schwerin.
Ernst Hamann war mit Martha Schultz (* 1862) verheiratet, Tochter des Küchenmeisters Wilhelm Heinrich Johann Schultz aus Kloster Dobbertin. Zum Zeitpunkt der Volkszählung 1900 lebten zwei Söhne und eine Tochter in seinem Haushalt.
Seinen Lebensabend nach der Pensionierung verbrachte Haman in Alt Gaartz (ab 1938 Ortsteil von Rerik). Hier war sein Sohn Heinrich Hamann (* 1894) Pastor. Auf dem Friedhof des Ostseebades Rerik befindet sich sein Grab.

## Werke
Er veröffentlichte zwei Gedichtbände Mien lütt Welt (1904) und Treckfiedel (1914) und war der Verfasser vom Müritzlied.